# Kuća Đurišića sa kulom Mazarovića
Kuća Đurišića s kulom Mazarovića je zaštićena graditeljska baština grada Perasta. Nalazi se uz obalu, na pola puta od crkve Sv. Nikole i palate Viskovića. Danas se koristi u stambene svrhe.